# Hitomi
Hitomi là một nữ ca sĩ, nhạc sĩ, người mẫu được biết đến với hình tượng gợi cảm của Nhật Bản. Âm nhạc của Hitomi là sự kết hợp sôi động của Pop với Rock & Dance.

## Các phát hành

### Album nguyên bản
- [1995.09.27] GO TO THE TOP #3
- [1996.09.11] by myself #1
- [1997.11.12] déjà-vu
- [1999.10.13] thermo plastic
- [2000.12.13] LOVE LIFE
- [2002.01.30] huma-rhythm
- [2004.05.12] TRAVELER
- [2006.09.27] LOVE CONCENT #13

### Album khác
- [1999.02.24] h (Album tổng hợp hay nhất)
- [2002.09.04] SELF PORTRAIT (Album tổng hợp hay nhất)
- [2003.10.16] HTM ~TIARTROP FLES~ (Album tổng hợp kiểu B)
- [2007.12.05] peace (Đĩa đơn tổng hợp) #19

### Các ca khúc
- [1994.11.28] Let's Play Winter
- [1995.02.22] WE ARE "LONELY GIRL" #61
- [1995.04.21] CANDY GIRL #9
- [1995.07.26] GO TO THE TOP #19
- [1996.02.28] SEXY #9
- [1996.05.22] In the future #7
- [1996.08.08] by myself #7
- [1997.04.09] BUSY NOW #4
- [1997.06.11] problem
- [1997.10.01] PRETTY EYES
- [1998.04.22] Sora (空; Bầu trời)
- [1998.12.02] Progress
- [1999.01.27] Someday
- [1999.06.16] Kimi no Tonari (君のとなり; Đến lượt bạn)
- [1999.08.04] there is...
- [1999.10.06] Taion
- [2000.06.28] LOVE 2000
- [2000.09.20] MARIA
- [2000.11.08] Kimi ni KISS
- [2001.04.18] INNER CHILD
- [2001.08.22] IS IT YOU?
- [2001.10.24] I Am / Innocence|I am / innocence
- [2002.01.09] SAMURAI DRIVE
- [2002.02.14] Understanding
- [2002.08.21] Flow / Blade Runner|flow / BLADE RUNNER
- [2004.02.11] Hikari (ヒカリ; Ánh sáng)
- [2004.04.28] Kokoro no Tabibito / SPEED☆STAR
- [2005.06.01] Japanese girl
- [2005.08.24] Love Angel
- [2005.11.23] CRA"G"Y☆MAMA
- [2006.05.10] GO MY WAY #22
- [2006.09.13] Ai no Kotoba
- [2008.08.20] Fight for Your Run (Đĩa đơn kĩ thuật số)

### Các đĩa khác
- [1998.11.26] avex 10th Anniversary Presents avex THE ALBUM (#10 LOVE DA LOVE-my favorite thing- / hitomi, YOU THE ROCK & TSUTCHIE from SHAKKAZOMBIE)
- [2002.01.23] VARIOUS ARTISTS FEATURING song+nation (#5 My Planet)
- [2002.03.06] Song+nation2 Trance (Disc 2 - #2 My Planet (tatsumaki remix))
- [2002.03.27] atami - DOPPLER (#5 Elephant Love feat. hitomi)
- [2007.01.31] Taiji All Stars - Tengoku no Uta feat. Hitomi (天国の歌 feat. Hitomi; Heaven’s song feat. Hitomi)
- [2007.02.21] Taiji All Stars - FEMME FATALE (#5 Tengoku no Uta feat. hitomi)

### Đĩa DVD
- [2000.03.29] nine clips
- [2001.03.07] nine clips 2
- [2001.08.22] LIVE TOUR 2001 LOVE LIFE
- [2002.03.13] Plus (nine clips + nine clips 2)
- [2002.09.04] hitomi LIVE TOUR 2002 huma-rhythm
- [2002.12.04] frozen in time
- [2004.09.29] hitomi live tour 2004 TRAVELER
- [2005.06.01] hitomi 2005 10TH ANNIVERSARY LIVE THANK YOU
- [2005.11.23] "hitomi Japanese girl collection 2005 ～LOVE MUSIC, LOVE FASHION～"
- [2006.03.29] hitomi LIVE TOUR 2005 "Love Angel"

### Sách ảnh
- [2000.12.30] LOVE LIFE
- [2002.11.06] SELF PORTRAIT
- [2005.05.31] Love Life Style

### Phim tham gia
- [2003.06.21] Life is Journey
- [2007.01.13] Nightmare Detective